# Rosja i Ameryka
Rosja i Ameryka – pierwszy album zespołu Emigranci, wydany w 1992 roku  nakładem wydawnictwa Izabelin Studio. 

## Muzycy
- Edmund Stasiak - gitara
- Paweł Kukiz - śpiew
- Robert Jaszewski - gitara basowa
- Piotr Szkudelski - perkusja
- Piotr Pruski - instrumenty klawiszone (oprócz utworu 1)
- Mariusz Zabrodzki - instrumenty klawiszowe (tylko utwór 1)
- Igor Czerniawski - instrumenty klawiszowe (utwory 4 i 8)

## Lista utworów[1]
1. Na falochronie - 5:15
2. Nic się nie stało - 4:20
3. Słucham i patrzę - 4:50
4. Prosto do słońca - 5:10
5. Będę z Tobą - 4:30
6. Rosja i Ameryka - 5:10
7. Nawet tu - 4:45
8. Ponad świat - 4:55
9. Piosenka EMIGRANTÓW - 2:25